# FA-200
富士 FA-200
キネトン飛行場（オーストラリア）を離陸するFA-200-180（2010年）
- 用途：民間用
- 分類：軽飛行機
- 製造者：富士重工業
- 運用者：全日本空輸、航空大学校、NALほか
- 初飛行：1965年8月12日[1]
- 生産数：299機
- 生産開始：1965年
- 運用開始：1986年
- 運用状況：運用中

FA-200は、日本の航空機メーカー富士重工業で製造された軽飛行機。愛称は富士重工業の自動車のブランド「スバル」からとったエアロスバル。1965年（昭和40年）に初飛行。1986年（昭和61年）に生産終了するまでに、試作機3機を含めて299機が製作された。

## 開発
富士重工業は、T-34A練習機をライセンス生産し、その改良型として連絡機LM-1、練習機KM-2を製作し、自衛隊に納入していた。こうした小型機の製造のノウハウを活かし、本格的な民間機として開発したのが本機である。また、一式戦闘機「隼」に代表される中島飛行機の流れも汲んでいる。原型機は1965年8月12日に初飛行した。
日本の航空法による小型飛行機の耐空類別3種（普通N、実用U、曲技A）を全てを取得した。

## 設計
ライカミング・エンジンズ製水平対向4気筒レシプロエンジン（160HP/120kWまたは180HP/135kW）単発、低翼、固定脚という保守的なレイアウトのプロペラ機である。機体は全金属製で、風防屋根などにアルミ合金を多用したほか、尾翼と舵面に波板を用い、計器板の上蓋が機体前部の構造材を兼ねるなど、艤装部材と構造部材を一体化させることによる重量軽減と部品点数削減がなされている。手動式スロッテッド・フラップ、降着装置に3車輪式固定脚、操縦室にはスライド式キャノピーを採用し、容易な乗降を可能としている。主翼や尾翼、舵の大きさ、翼形、舵の断面、主翼と尾翼の位置関係、胴体線図等は、中島飛行機時代からの富士の過去のデータを元に決定し、絞り加工を必要としない円錐や円筒を多用した胴体、翼端まで同一断面の直線型の主翼や尾翼を用いるなど、価格低減の努力が行われた。主翼は低翼配置の単桁構造で、前縁を大容量のセミ・インテグラルタンクにすることで、航続距離を1,000kmまで延長した。
良好な運動性と十分な航続距離を備えていたが、キャビン後部が小さく居住性が悪いため旅客や遊覧飛行には適さず、積載スペースが小さく投下用のドアを備えていないため物資の運搬・投下など輸送業務にも向いていなかった。このため、主に練習機やスポーツ機として利用された。

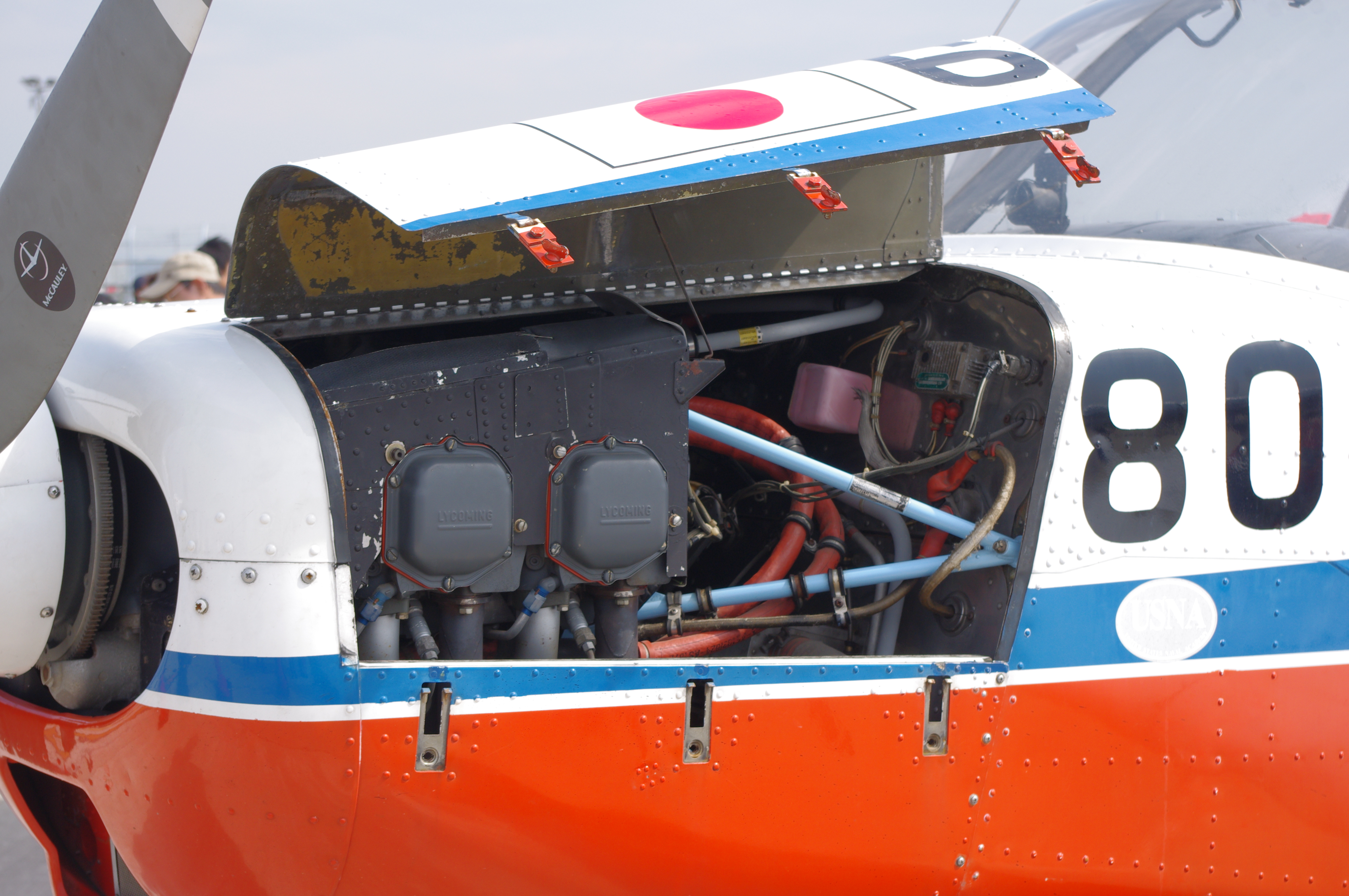
FA-200-180のエンジン
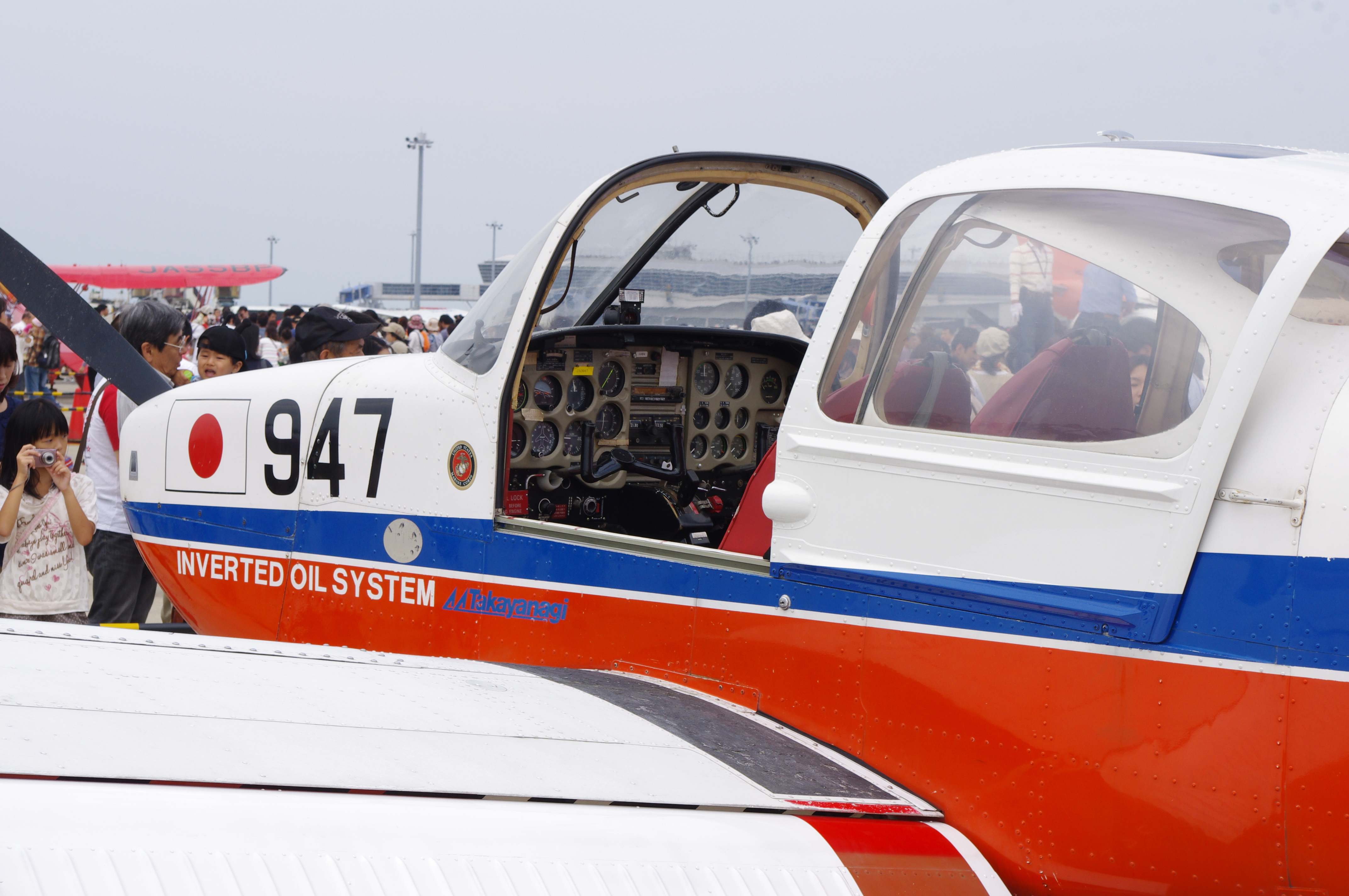
スライド式の風防
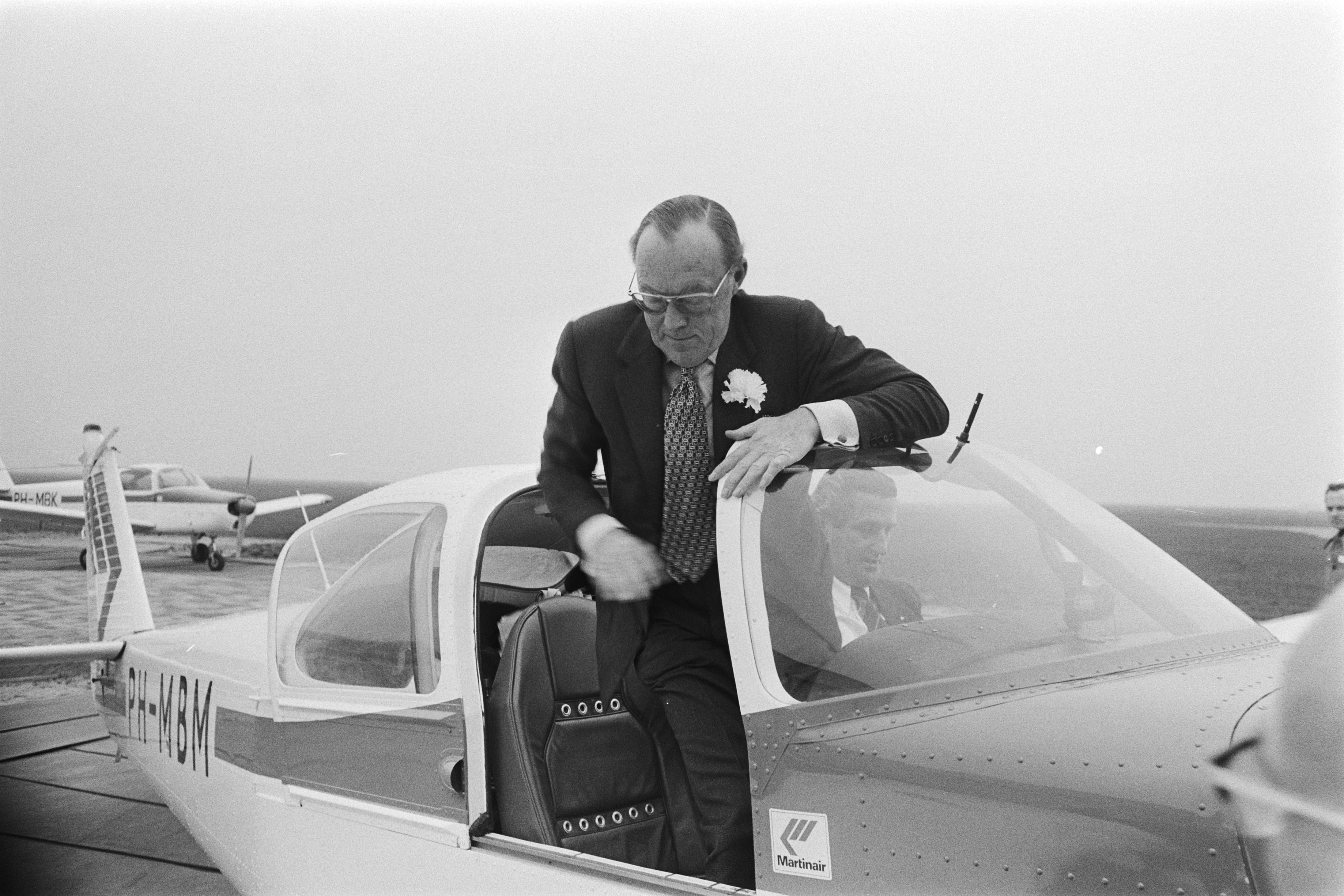
開放された座席から乗降するベルンハルト王配（1975年1月2日）
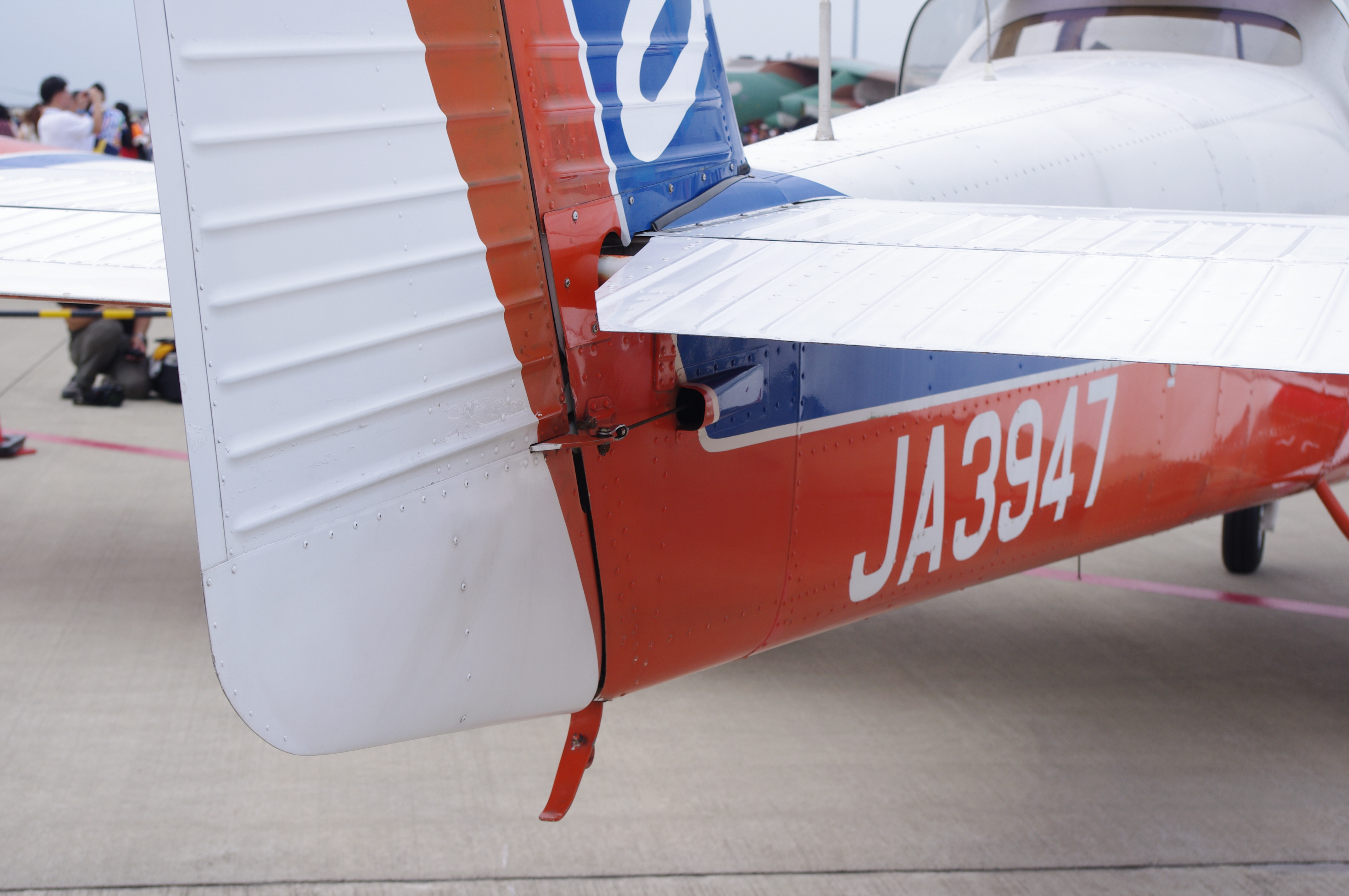
波板を用いた尾翼
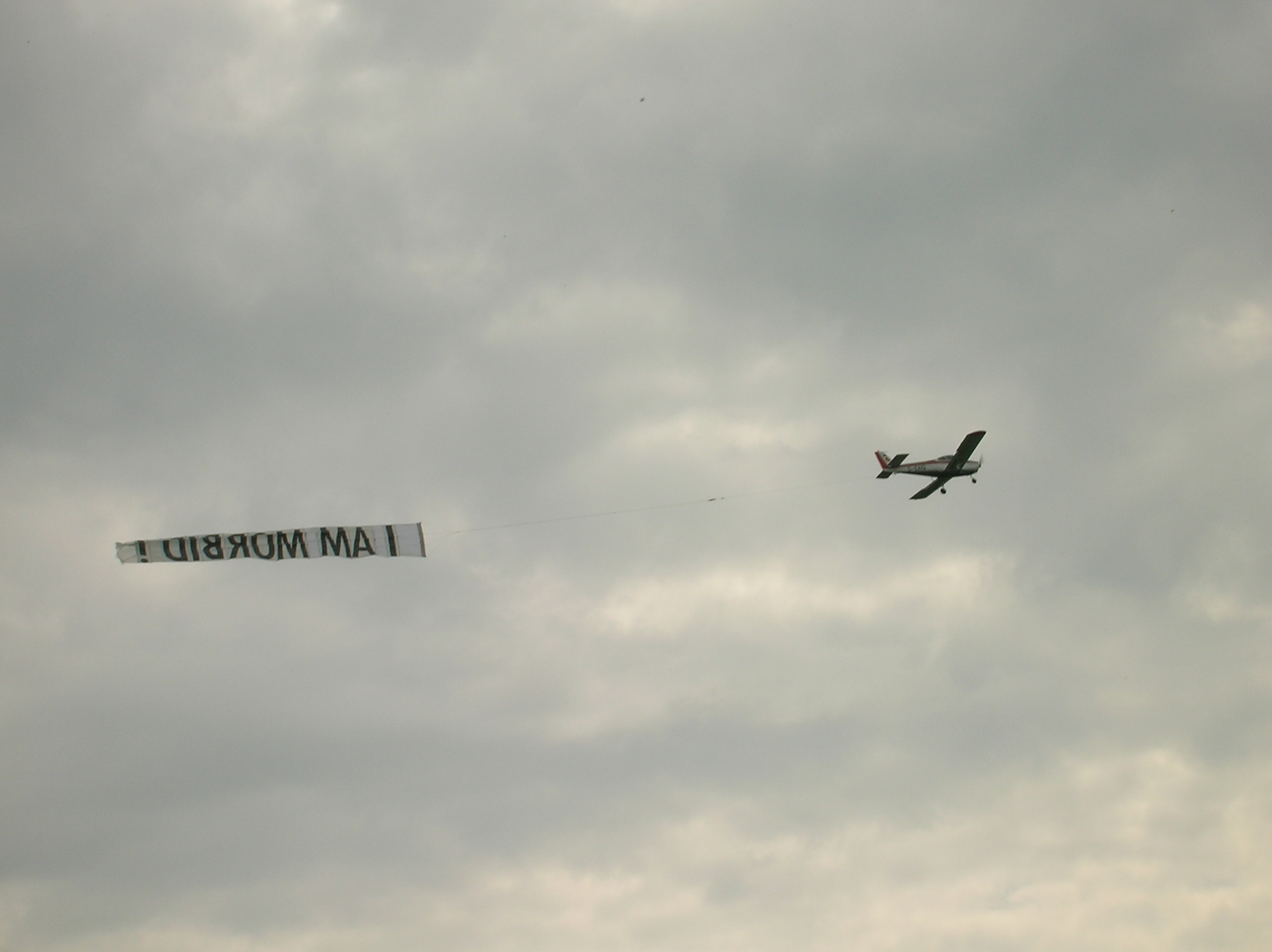
幕を牽引して飛行するFA-200（2011年）

## 製造・販売

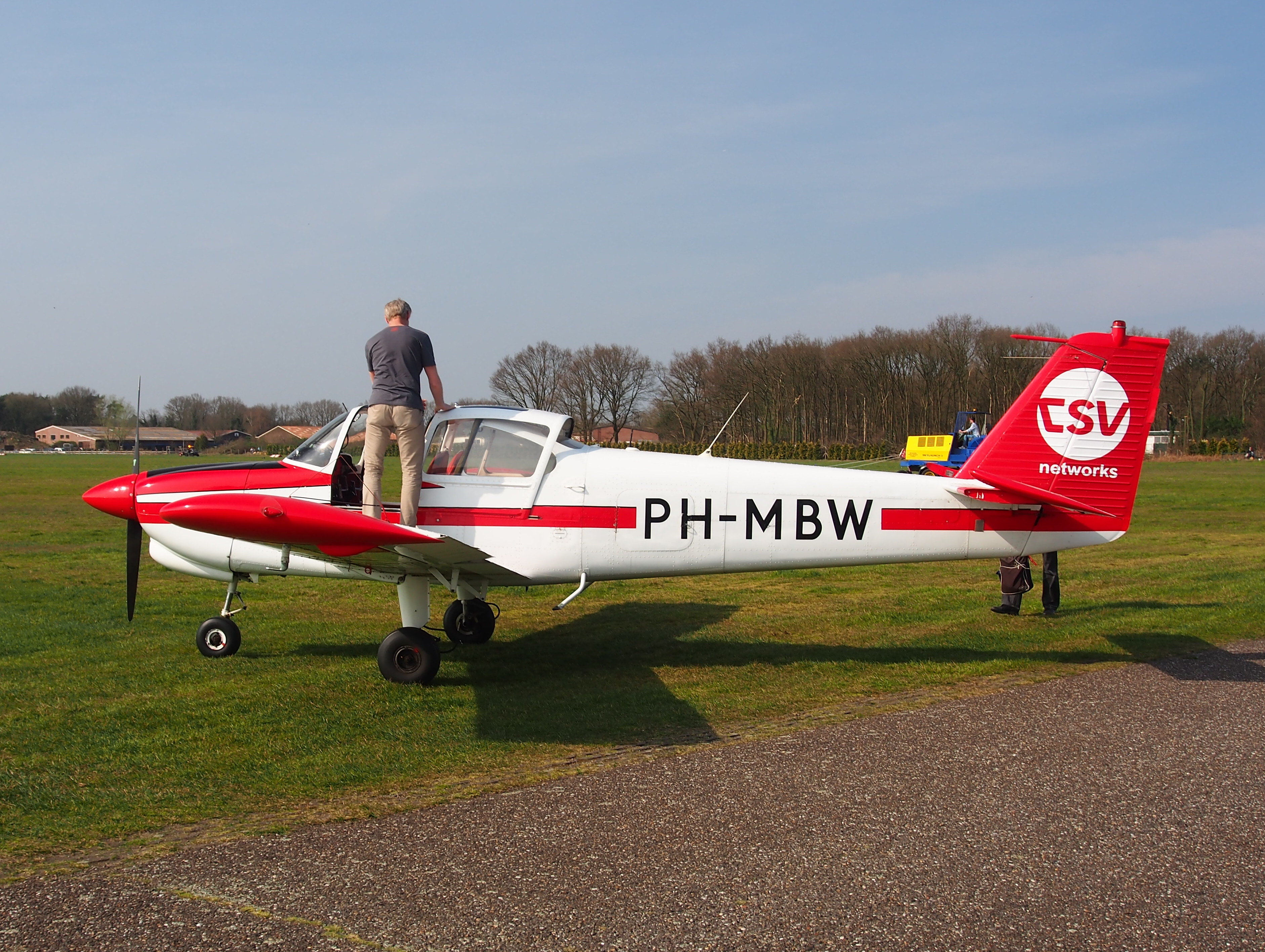
オランダのSpecial Air Services社が所有する機体（2014年）

アクロバット飛行も可能な運動性能により評価は高く、1977年まで生産が続けられ、全日本空輸、航空大学校をはじめ、飛行クラブ、個人の自家用などに276機を販売し、その内170機は西ドイツ・イギリス・オーストラリア・南アフリカ・ギリシャといった海外に輸出した。以降は受注生産となり、1986年（昭和61年）の生産終了までに合計296機を売り上げたが、これは500機を超えて成功と言われる小型機業界で、予想された業績を大きく下回った。
練習機・スポーツ機としての購入が主流だったが、公共施設地図航空では遊覧用として3機を保有していた。日本の航空宇宙技術研究所（NAL）は1機を購入し、短距離離着陸（STOL）特性を研究する為の実験機として使用した。航空大学校でも、1971年（昭和46年）から1994年までパイロット養成訓練用機として使用された。
機体寿命により登録が廃止された機体は各地の航空専門学校へ整備訓練用機として売却されたが、近年では教材としても用途廃止されるようになり、空港などへ寄贈され展示品となっていることもある。
富士重工業はFA-200に続いて、アメリカのロックウェル・インターナショナルと共同でビジネス用双発プロペラ機FA-300（富士700）を開発、発表したが、50機ほどの販売で生産中止となり、10億円もの損失を出してしまった。もともと航空産業を厄介に感じていた日本興業銀行出身の首脳は、これを機として民間小型機事業からの撤退を決めた。これ以降も自衛隊向けの練習機として小型機を製造している。

## 性能諸元
FA-200-180
- 定員 - 4名
- 全長 - 7.98 m
- 全幅 - 9.42 m
- 全高 - 2.59 m
- 翼面積 - 14.0 m2
- 空虚重量 - 620 kg
- 最大離陸重量 - 1,150 kg

FA-200の三面図

- エンジン - ライカミング O-360（英語版） × 1基
- 出力 - 180 馬力
- 最大速度 - 234 km/h
- 航続時間 - 7.6 時間
- 上昇限度 - 4,460 m

## 派生型

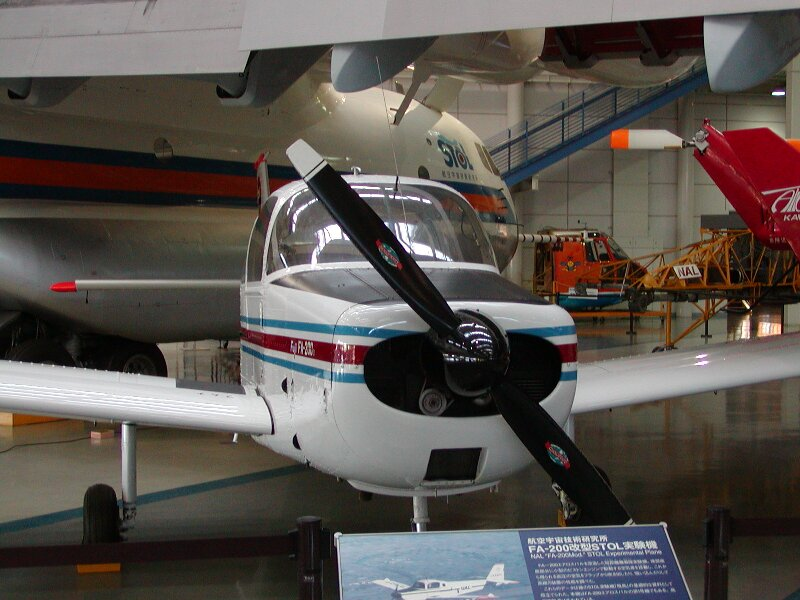
FA-200改型STOL実験機（岐阜かかみがはら航空宇宙博物館所蔵）

FA-200-160
飛行訓練や遊覧用の基本型。160馬力のエンジンに固定ピッチプロペラを装備。
FA-200-180
曲技飛行用の発展型。定速プロペラを装備し、エンジンをライカミング製IO-360-B1B（180 馬力） に換装。燃料系統にはキャブレターでなく、IOのI (Injector) が示すとおり燃料噴射装置が用いられている。
FA-180AO
FA-200-180を元に機体を再設計し、整備の簡素化と価格低減を目指した改良型。180馬力の気化器付エンジンに固定ピッチプロペラを装備。
FA-200改
日本の航空宇宙技術研究所（NAL、現JAXA）によって短距離離着陸 （STOL）の研究用に改修された機体。FA-200-160を元に、エンジンを180馬力に強化し、計測装置を装備した。さらに、水平安定板を可変翼（-3~+3度）に改造。
FA-200XS
FA-200改を元に、本格的なSTOL機として再改修された機体。境界層吸込式フラップを装備した主翼を換装し、境界層吸込ブロア用にスバル・360のエンジンを胴体に搭載。

## 現存機

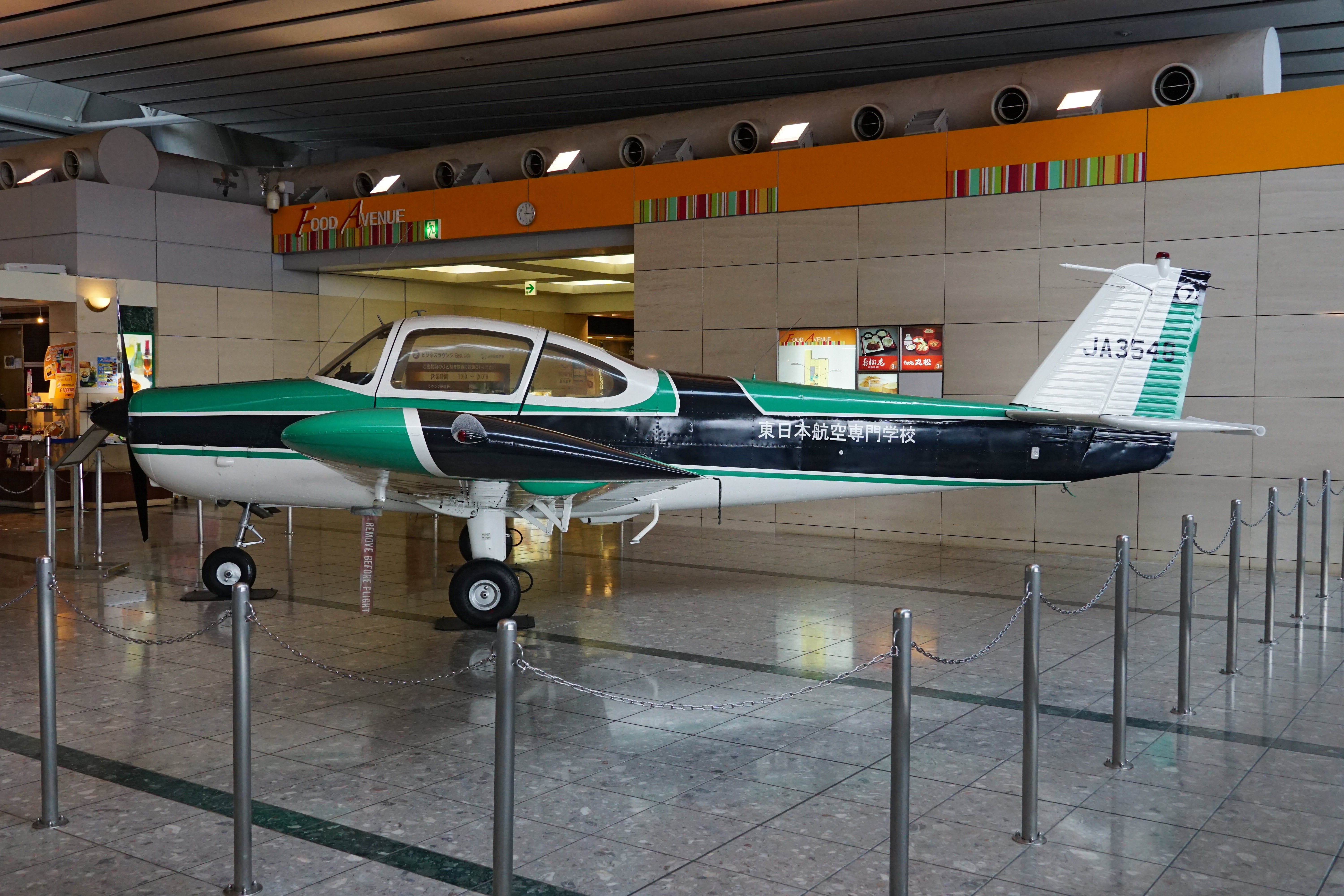
仙台空港で展示されている機体（JA3548）。個人所有機から東日本航空専門学校の教材となり、用途廃止後に空港へ寄贈された。

初飛行から50年以上が経過しているが、現在も国内外で数機が飛行している。また、岐阜かかみがはら航空宇宙博物館（FA-200改）・航空科学博物館・栃木県子ども総合科学館・神戸市立青少年科学館・仙台空港・日本大学理工学部船橋キャンパスに展示されている。化女沼レジャーランドでは、用途廃止された機体を改造し遊具として利用しており、2001年の廃園後もそのまま残されている。

## 事故
- 1970年（昭和45年）2月10日、かりふぉるにあ丸沈没事故の取材のためにフジテレビがチャーターしたFA-200（機体番号：JA3141）が千葉県沖に不時着水、搭乗員3名全員が死亡。原因は杜撰な飛行計画のために燃料が枯渇し、不時着水を余儀なくされたこととされた。

- 1978年（昭和53年）8月3日、チャーターされたジャパン・レンタル・プレーンのFA-200が消息不明となり、同月17日、栃木県男体山裏手の女峰山山麓に墜落しているのが発見され、同時に乗員乗客4名の遺体も発見された[5]。

- 2022年（令和4年）4月18日、阿蘇外輪飛行場を離陸したFA-200（機体番号：JA3803）が燃料切れを起こし、有明海に墜落した[6][7]。海上保安庁の巡視艇が3人を救助したが、60代男性1人が負傷、80代男性2人が死亡した。機体は水没し、海底に沈んでいるのが見つかった[7][8]。

## 登場するフィクション
映画
- 『007は二度死ぬ』

大里化学工業の所有機が登場。上空からジェームス・ボンドを追い詰める。
ドラマ
- 『Gメン'75』

172話・173話「'78スカイアクションシリーズ」で速水涼子刑事が新島空港へ着陸するまでのシーンで使用された。
- 『バトルフィーバーJ』

オープニング映像で、バトル・ジャパンこと伝正夫が曲技飛行する機体が登場。
PCソフト
- 『フライト・イン・ハワイ』

システムサコムが1987年に発売していたPC用フライト・シミュレーター・ソフト。作中で唯一、搭乗・操縦出来る機体がFA-200エアロスバルであった。対応機種は、PC-9801シリーズ（NEC）、及びFM-16βシリーズ（富士通）。
模型
- 『1/36　富士FA-200エアロスバル』

東京マルイが1970年頃に販売していたプラモデル。